# 黃翊祖
黃翊祖（1987年4月10日—），台灣台北市人，鄭銘瑝九段門下，職業圍棋棋士，現為九段，日本棋院東京本院所屬。

## 主要戰績
- 11歲時獲得台湾全国大會優勝。
- 2002年 初入段，同年晉任二段。
- 2003年 晉任三段。
- 2005年 晉任四段，打入第31期名人戰循環圈，年僅18歳6個月，當時為史上最年少記錄（第33期名人戰被井山裕太以18歲5個月打破記錄），同時也跳升七段。
- 2006年
  - 第31期新人王戰準優勝。
  - 打入第32期名人戰循環圈。（2期連續）
- 2007年 第12回三星火災杯本戰出場。
- 2011年 晉任八段
- 2019年
  - 11月3日，勝局數達到升段點(八段勝局數200局)，晉任九段(旅日第八人)。
  - 11月4日，第2回SGW杯中庸戰冠軍。

## 升段紀錄
- 2002年 初入段（同期入段有大橋拓文、三谷哲也、潘坤鈺、向井梢恵、井山裕太）
- 2002年 晉任二段
- 2003年 晉任三段
- 2005年 晉任四段
- 2005年 晉任七段（打入第31期名人戰循環圈）
- 2011年 晉任八段
- 2019年 晉任九段

## 受獎經歷
- 2007年：獲得棋道賞新人獎。

## 外部資訊
- 日本棋院黄翊祖 紹介 （页面存档备份，存于）